# Biljana Pawłowa-Dimitrowa
Biljana Pawłowa-Dimitrowa, bułg. Биляна Павлова-Димитрова (ur. 20 stycznia 1978) – bułgarska tenisistka.
Biljana Pawłowa-Dimitrowa to zawodniczka klubu tenisowego CSKA Sofia. Dwukrotnie zostawała mistrzynią Bułgarii w grze deblowej, w 2004 (w parze z Filipą Gabrowską) i w 2005 roku (w parze z Nadjeżdą Wasiljewą).
W rozgrywkach cyklu ITF wygrała jeden turniej singlowy i dwa deblowe.
W latach 2009 i 2010 reprezentowała swój kraj w rozgrywkach Pucharu Federacji.

## Wygrane turnieje rangi ITF
| turnieje z pulą nagród 100 000 $ |
| turnieje z pulą nagród 75 000 $  |
| turnieje z pulą nagród 50 000 $  |
| turnieje z pulą nagród 25 000 $  |
| turnieje z pulą nagród 15 000 $  |
| turnieje z pulą nagród 10 000 $  |

### Gra pojedyncza
|    | Data       | Turniej | Kat. | ($)    | Naw.   | Finalistka   | Wynik    |
| 1. | 28/06/1998 | Kawala  | ITF  | 10 000 | twarda | Dragana Ilić | 6:3, 7:6 |